# Yusuf Hamied
Yusuf Khwaja Hamied (Vilnius, 25 de julho de 1936) é um cientista e bilionário indiano, presidente da Cipla, empresa de produtos genéricos farmacêuticos fundada por seu pai Khwaja Abdul Hamied em 1935.

## Formação
Hamied nasceu em Vilnius, Lituânia, e cresceu em Bombaim. Seu pai, muçulmano de Uttar Pradesh, norte da índia, e sua mãe, judia russa da Lituânia, conheceram-se em Berlim, de onde fugiram com a ascensão dos nazistas ao poder. Hamied estudou na Cathedral and John Connon School e no St. Xavier's College, Mumbai. Foi depois para a Inglaterra, onde obteve um PhD em química no Christ’s College, Cambridge.

## Carreira
Hamied é mais conhecido fora da Índia por desafiar grandes empresas farmacêuticas ocidentais a fim de fornecer remédios genéricos para a AIDS e tratamentos para outras doenças que afetam principalmente pessoas em países pobres. Hamied liderou esforços para erradicar a AIDS e para dar aos pacientes medicamentos que salvam vidas, independentemente de sua capacidade de pagamento, e tem sido caracterizado como uma figura moderna de Robin Hood.

## Prêmios e reconhecimentos
Recebeu o Padma Bhushan em 2005, a terceira honraria civil mais significativa do governo indiano.
Foi eleito membro honorário da Royal Society em 2019 (HonFRS).

## Família
Hamied é casado com Farida e o casal não tem filhos. Moram em  Londres e Mumbai.